# Monochamus sparsutus
Monochamus sparsutus är en skalbaggsart som beskrevs av Leon Fairmaire 1889. Monochamus sparsutus ingår i släktet Monochamus och familjen långhorningar. Inga underarter finns listade i Catalogue of Life.